# أيان تايلور
أيان تايلور (بالإنجليزية: Ian Taylor)‏ (4 يونيو 1968 ببرمنغهام في المملكة المتحدة - ) هو لاعب كرة قدم بريطاني في مركز الوسط. لعب مع أستون فيلا وبورت فايل وديربي كاونتي وشيفيلد وينزداي ونادي نورثامبتون تاون.

## وصلات خارجية
- أيان تايلور على موقع قاعدة بيانات كرة القدم.إي يو (الإنجليزية)
- أيان تايلور على موقع Soccerbase.com (لاعب) (الإنجليزية)
- أيان تايلور على موقع عالم كرة القدم.نت (الإنجليزية)